# Victor Prévost
Il ne doit pas être confondu avec son contemporain, l'artiste Victor Prevost (1820-1881)
Pour les articles homonymes, voir Prévost.
Victor Joseph Prévost, surnommé Le boucher de la Chapelle ou Le bel homme, né à Mormant (Seine-et-Marne) le 11 décembre 1836 et mort guillotiné à Paris le 19 janvier 1880, est un ancien boucher de forte stature, devenu successivement cuirassier, cent-garde puis gardien de la paix à la préfecture de police de Paris. Alors qu'il exerce cette activité, il commet au moins deux assassinats qu'il tenta de dissimuler en dépeçant ses victimes.
 
Du fait de sa profession de policier dans le quartier où il a commis ses crimes, de son passé militaire dans un corps d'élite renommé et du traitement qu'il a infligé aux corps de ses victimes, l'affaire a un grand retentissement à l'époque : « Depuis le procès de la bande Abadie, aucune affaire criminelle n'avait en effet intéressé autant le public. »

## Biographie

### Jeunesse et apprentissage
Victor Joseph Prévost nait à Mormant (Seine-et-Marne) le 11 décembre 1836. Son père, Pierre, est postillon et sa mère, née Barbe Griette, sans profession. Il a deux frères aînés : Léon plus âgé de quatre ans et Adolphe de deux ans. Dès sa naissance, il est affligé d'une insatiable voracité, particularité héritée de son père qu'il conservera sa vie durant.
À quatorze ans, ses parents le placent comme apprenti chez un fabricant de treillages de la rue Saint-Jacques à Paris. Dès cet instant déjà, des gamines précoces tournent autour de lui. Il y est très mal traité, couche sur un lit sans matelas et doit fournir le même travail qu'un adulte. Son patron le brutalise et, pour le punir de sa boulimie, imposée par la forte constitution de Victor mais qu'il prend pour de la gourmandise, il diminue sa portion quotidienne de nourriture. Alors qu'affamé, il vole le morceau de pain du contremaître, celui-ci le surprend et le punit en le fouettant avec le fouet réservé au chien de garde. Le soir même, alors qu'il aide son bourreau à poser des grillages au-dessus d'une courette, il le fait basculer à travers un châssis dont les morceaux de verre lui labourent mains et visage. À partir de ce moment, il n'a plus qu'une seule idée en tête : échapper à ce calvaire.

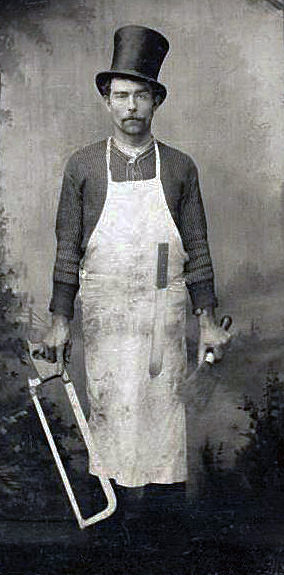
Commis boucher de l'époque

Victor est en fait d'un naturel gentil et prévenant. Lorsqu'au jardin du Luxembourg il voit un grand garçon enlever un accordéon à un plus petit, il lui reprend le jouet pour le restituer au gosse. Conscient de sa force, il n'hésite jamais à aider à pousser les voitures à bras que beaucoup ont du mal à faire monter la rude pente de la rue de la Montagne-Sainte-Geneviève. Un jour où il fait une course pour son patron place Maubert, il voit la voiture d'un laitier renverser un garçon de son âge porteur d'un clayon rempli de viande. Tandis que le laitier s'enfuit, il aide la jeune victime à se relever et, constatant qu'il n'est plus en état de reprendre son service, il charge sans effort sur sa tête la lourde pièce de viande de 250 livres et va la livrer à son destinataire, un boucher tenant boutique rue Mouffetard. L'incident donne une idée de sa force herculéenne alors qu'il n'est encore qu'adolescent.
Il existe des versions différentes de ce qui se passa ensuite. Pour Ernest Raynaud, il est brusquement pris de passion pour l'univers sanglant qu'il découvre alors : les commis sont en train de découper les bêtes qui viennent d'être abattues et c'est une débauche de chairs découpées et de sang. Il est fasciné et ne peut s'empêcher de participer au carnage : il s'empare d'un couteau et, bien que novice, s'attaque à décortiquer un cuissot de veau. Pour Gustave Macé, les choses se passent plus simplement. La livraison d'un confrère qu'apporte Victor au boucher provient de vaches tuberculeuses interdites à la vente. Si la police était intervenue après l'accident il risquait de gros problèmes. Par ailleurs il est séduit par le gentillesse et la force du jeune homme. Quoi qu'il en soit, le boucher est ravi lorsque le jeune Victor lui demande de l'embaucher. Patrons boucher et grillager se rencontrent le soir même et s'accordent sur un échange d'apprentis.
Dès le lendemain Victor commence son apprentissage de boucher. Dans la boucherie, maîtres et commis sont de gros mangeurs et viande, pain, vin, voire liqueurs sont disponibles à discrétion, ce qui convient parfaitement à son appétit d'ogre. La tâche est rude, les garçons bouchers assurant le transit de lourdes charges entre les Halles de Paris ou les abattoirs privés et les étals des détaillants, parfois sur de longues distances, mais la force ne lui manque pas. Il apprend vite l'abattage des animaux, et devient expert en dépeçage et en désossage. Il aime l'odeur du sang et semble éprouver une réelle jouissance à manipuler la viande. Dans la boutique, on parle le Louchébem et les mœurs sont très libres : la caissière est la maîtresse du patron ventripotent et la domestique celle de l'étalier. Toutes deux ne résistent pas longtemps à l'attirance pour le bel apprenti. Il s'ensuit des jalousies violentes qui provoquent le licenciement de Victor. Peu de temps après, il retrouve du travail dans un établissement de la rue Saint-Honoré en qualité de deuxième garçon d'étal. À peine arrivé, il collectionne à nouveau les succès féminins ce qui lui vaut le surnom de « beau vainqueur » parmi ses collègues. En fait c'est plutôt lui qui succombe aux assauts des bonnes du quartier qu'il ne fait rien pour provoquer.

### Cuirassier et cent-garde

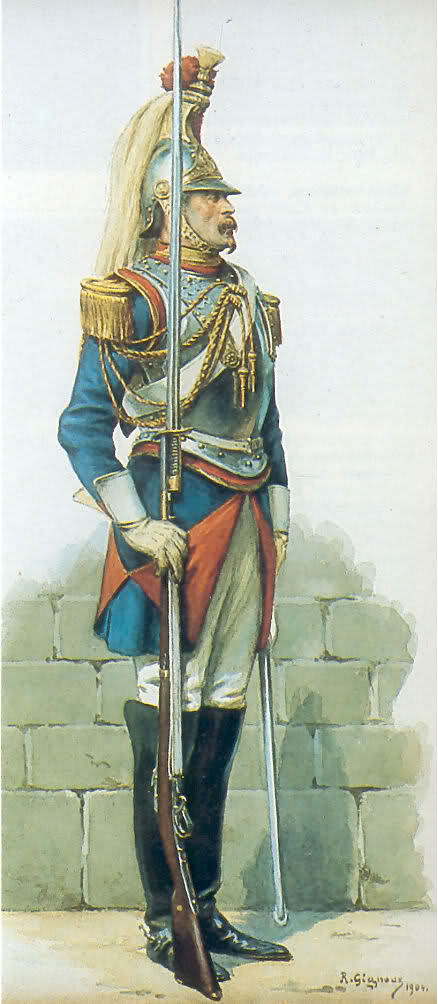
Cent-garde en grande tenue

La conscription l'enrôle pour un service militaire de six ans le 11 avril 1855 en remplacement de son frère aîné, soutien de famille. Sa grande taille et sa forte carrure le font incorporer dans le 4e régiment de cuirassiers avant de passer le 14 octobre 1856 au 2e régiment de cuirassiers de la Garde impériale puis au 1er régiment de cuirassiers de la Garde impériale avec lequel il participe à la campagne d’Italie et en reçoit la médaille commémorative. Le 31 décembre 1861, il est libéré et reçoit un certificat de bonne conduite.
Son retour à la vie civile se passant mal il s'engage volontairement le 14 octobre 1862 pour un contrat de sept ans et retourne au 2e régiment de cuirassiers de la Garde impériale. Du fait de son expérience dans la cavalerie, de ses bons états de service et de sa haute stature d'un mètre quatre-vingt quatre (à l'époque, la taille moyenne des hommes était d'environ 1,65 m), il entre dans les critères de recrutement très stricts du prestigieux escadron des cent-gardes qu'il intègre le 20 janvier 1866 avec le matricule 418.
Constitué exclusivement de cavaliers expérimentés de grande taille, l'escadron des cent-gardes escortait à cheval l'empereur Napoléon III dans ses apparitions publiques, et assurait sa garde et celle de sa famille dans les palais impériaux. Leur haute taille et leur brillant uniforme leur conféraient un très grand prestige. Une de leurs particularités était de rester en toutes circonstances impeccablement figés, tels des statues, ce qui leur valut le surnom de « cariatides du pouvoir ». Leur immobilité était légendaire : le jeune prince impérial, encore enfant, vida malicieusement une boîte de dragées dans la botte d'un factionnaire en service qui ne broncha pas,. Leur carrure inhabituelle, leur prestance et la beauté de leurs uniformes troublaient les femmes et nombreuses furent celles qui succombèrent au charme des beaux cavaliers : « Bien des femmes vinrent se mirer, les soirs de bal, dans les cuirasses étincelantes ; plus d'une remarqua dans les salons les fringants officiers d'alors, et Dieu sait ce que nous pourrions raconter à ce sujet si les héros de maintes aventures n'étaient pas encore vivants, ou leur mémoire trop respectée par nous, pour que nous nous permettions de retracer leurs heures d'ivresse ». La réputation des cent-gardes dans ce domaine était matière à plaisanteries : une gravure humoristique de l'époque, publiée par le magasin Le Bon Marché, représente un officier des cent-gardes, de retour dans ses quartiers à l'issue d'un bal à la Cour, occupé à vider ses bottes remplies de billets doux déposés par des admiratrices pendant qu'il était immobile.
Il semble que Prévost se faisait particulièrement remarquer par sa plastique : « Il représentait la beauté physique et l'on aurait pu mouler les autres cent-gardes sur celui-là. Ses longues moustaches aux pointes légèrement relevées donnaient à sa tête, virile et gracieuse, un cachet particulier. ». « Il se voyait accablé de prévenances et de billets doux de la part non seulement des professionnelles de la galanterie, mais aussi de dames du grand monde. Plus d'une s'oublia dans ses bras. Il se laissait faire et dorloter comme un grand enfant et, bien loin d'en tirer fatuité ni profit d'argent, il s'étonnait, comme le berger d'Offenbach que ces déesses eussent de si drôles de façons. ».
À l'issue de son engagement, Prévost est libéré le 14 avril 1869 avec, pour la seconde fois, un certificat de bonne conduite.

### Carrière et comportement dans la police

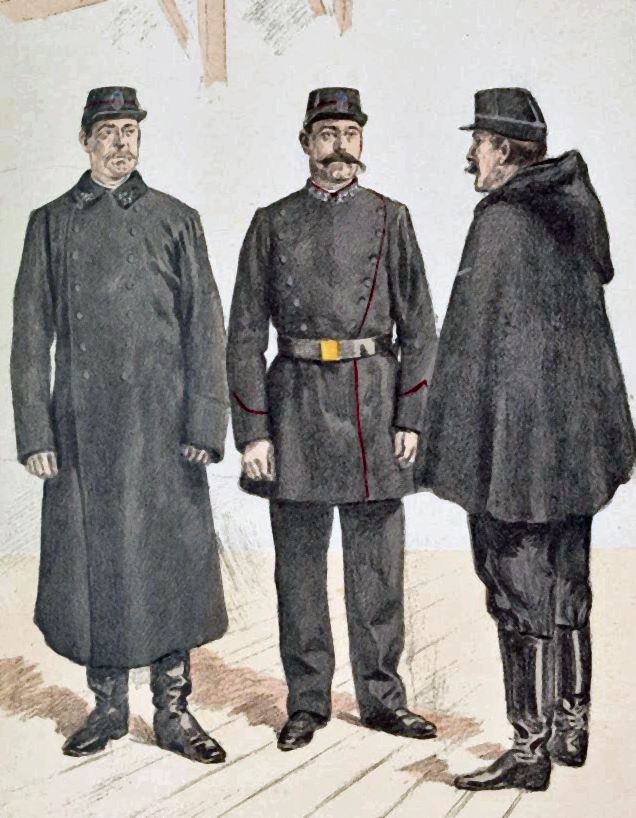
Uniformes des gardiens de la paix de Paris entre 1873 et 1894

Dès le 1er juillet 1869 il est engagé par la police municipale de Paris sur recommandation de ses chefs et titularisé Sergent de Ville un an plus tard, le 30 juin 1870. Mais le corps est dissout dès le 10 septembre, au lendemain de la chute du Second Empire. Il est presque immédiatement recréé sous une autre appellation et Prévost est engagé, dès le 8 novembre 1870, en qualité de gardien de la paix. Il est attaché au poste de la rue de l'Évangile située dans le quartier de la Chapelle du 18e arrondissement de Paris.
Si sa conduite a été irréprochable durant ses séjours dans l'armée, il n'en va pas de même lorsqu'il rejoint le corps de la police municipale de Paris. Le 18 septembre 1871, il est réprimandé pour négligence dans son service. Le 11 septembre 1876, il est blâmé pour avoir abandonné l’îlot qu'il devait surveiller et le 15 on lui inflige une retenue sur traitement pour avoir été surpris attablé chez un marchand de vin en uniforme. Toutefois il a été également félicité pour avoir maîtrisé le 16 avril 1876, au péril de sa vie, un cheval emporté ce qui lui vaut une prime.
Prévost n'a pas le contact facile : « Sa conversation était celle d'un esprit fruste. Elle était pour ainsi dire nulle. Quand il sortait de son mutisme, c'était pour dire des banalités ou des niaiseries, mais il s’échauffait et devenait loquace chaque fois que la conversation roulait sur un assassinat.  Ses collègues étaient habitués à ses réflexions étranges qu'ils prenaient pour des plaisanteries de mauvais goût : « S'il vient se battre avec moi dans les fortifications, je le découperai, je le désosserai. » ou encore « Bah ! Découper un homme ou un animal, qu'est ce que ça fait du moment qu'il est mort ! ». » Il n'en demeure pas moins très serviable et adore les enfants. En dehors de ses heures de service, il lui arrive de raccompagner chez eux des gamins égarés, leur offrant des friandises achetées en chemin.
Son aspect varie beaucoup selon sa tenue : « En grande tenue de cuirassier, il était superbe. En sergent de ville, en gardien de la paix, il perdait les deux tiers de son prestige, mais les femmes le qualifiaient encore de « bel homme », surtout à cause de sa taille imposante. Sous l'habit civil, confondu avec les passants ordinaires, il n'avait de supériorité sur les autres que sa haute stature. ». Son succès auprès du beau sexe complique la vie de son chef : « J'étais bien embarrassé de Prévost. J'étais obligé à chaque instant de le changer d'îlot parce que les boutiquières s'enflammaient à son passage, ce qui mettait de la discorde dans les ménages. J'avais cru bien faire de l'affecter comme planton au square de la Chapelle. Sa présence suffisait pour mettre la tête des bonnes à l'envers et je reçus des plaintes collectives des parents qui se plaignaient qu'elles abandonnassent pour le suivre, les enfants confiés à leur garde. ». On décide alors de l'exiler à la surveillance des chantiers de la gare du Nord où il n'y a que des hommes.

## Crimes et châtiment

### Assassinat d'Alexandre Lenoble

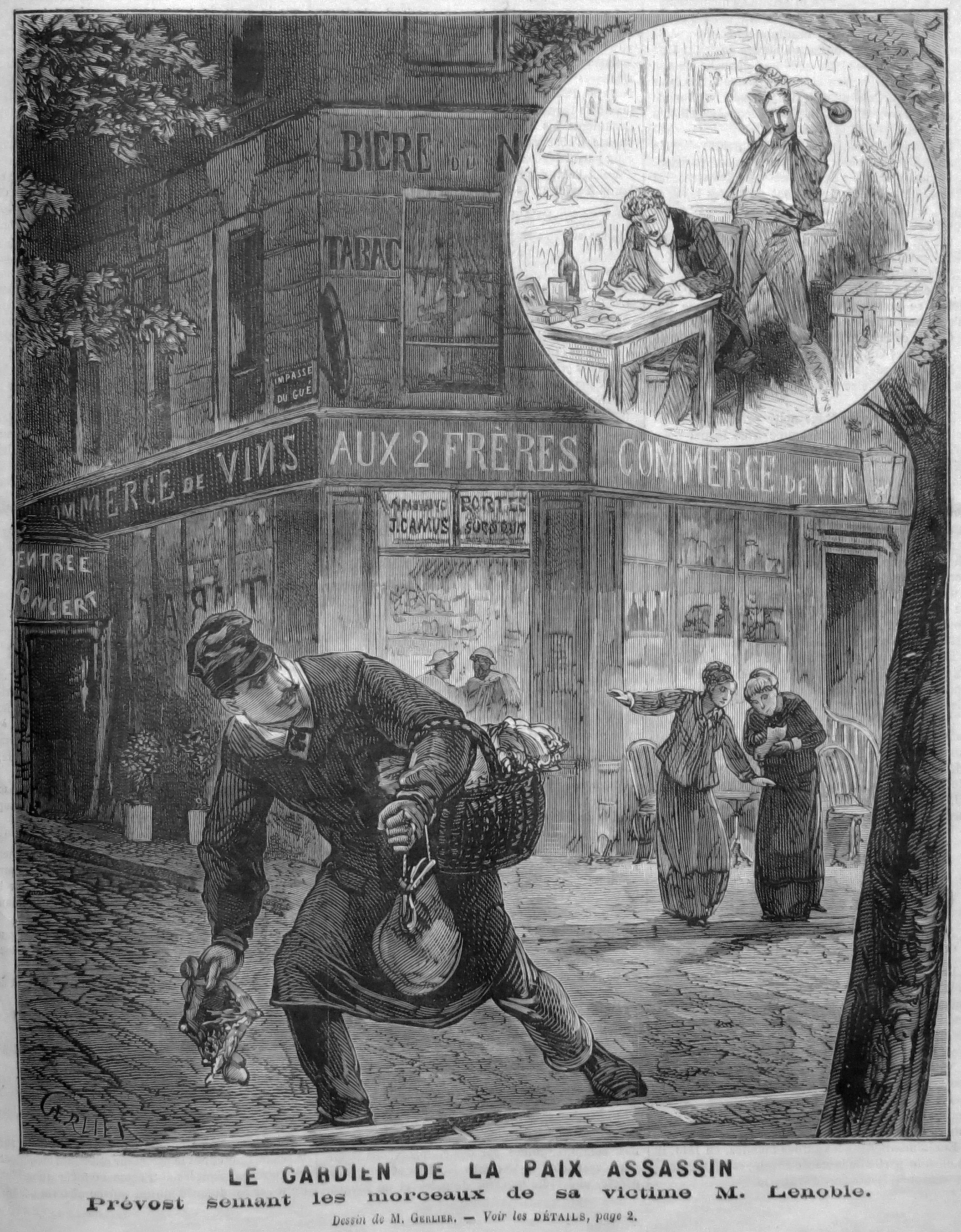
Prévost dispersant les débris de Lenoble

Le 10 septembre 1879 vers huit heures du soir, madame Thiéry, une habitante du quartier désert à cette heure, aperçoit à l'angle de la rue de la Chapelle et de la rue du Pré-Maudit la haute silhouette d'un homme vêtu d'une blouse de conducteur de bestiaux et coiffé d'une casquette de soie, penché sur le ruisseau qui passe là. Intriguée, elle le surveille de loin et finit par le voir s'éloigner vers le boulevard Ney. Madame Thiéry s'approche prudemment de l'endroit qu'il a abandonné et y découvre, à moitié coincé dans une bouche d'égout, un paquet contenant de la viande fraîchement coupée. À ce moment survient un gardien de la paix du nom de Hardy, à qui elle montre sa découverte. Ils décident immédiatement d'aller porter le paquet au commissariat, mais prennent au passage l'avis d'un boucher et d'un pharmacien qui s'accordent à reconnaître un fragment de bras humain écorché. Des recherches sont aussitôt entreprises et permettent de retrouver soixante-dix-sept débris supplémentaires, dont trois sont récupérés à un chiffonnier qui s'apprêtait à les vendre pour être consommés... D'autres débris, dont une main et « les parties sexuelles d'une personne ayant appartenu au sexe masculin. » sont retrouvés dans le fossé des fortifications proche de la Poterne des Poissonniers. À la morgue de Paris, où les morceaux du cadavre sont transférés, l'on s'efforce de reconstituer le corps de la victime en assemblant, au fur et à mesure de leur découverte les sinistres restes. En définitive, seule la tête reste manquante, ainsi qu'un morceau qu'on ne retrouvera jamais car un miséreux « l'ayant ramassé soigneusement empaqueté comme un morceau de veau tombé du filet d'une ménagère, l'a fait cuire dans sa baraque et s'en est régalé en famille ».
Dès le lendemain matin, madame Thiéry se rend au commissariat de police pour y faire sa déposition. Invitée à décrire le suspect, elle indique qu'elle ne le connait pas mais, qu'à la lueur d'un bec de gaz, elle lui a trouvé une ressemblance avec le gardien de la paix bien connu dans le voisinage sous le sobriquet de « Bel homme ». Madame Thiéry en est d'autant convaincue qu'il a été son voisin rue des Roses en 1877. Suspecter Prévost semble invraisemblable au commissaire Lefébure, mais il le convoque pour le mettre en présence de son accusatrice. Prévost nie sa présence sur les lieux la veille au soir et ajoute « L'impasse du Pré-maudit ? Je ne sais même pas où elle se trouve ! ». Le commissaire le reprend aussitôt : « Vous venez de commettre un premier mensonge, vous connaissez l'endroit pour y avoir arrêté des malfaiteurs l'année dernière. Quel était votre emploi du temps hier soir ? ». Embarrassé, Prévost répond qu'il était chez lui à la suite d'une indisposition. Second mensonge car la veille à 21 heures, vêtu d'une blouse et portant un panier recouvert d'une toile, il a rencontré un collègue à qui il a dit qu'il était fatigué car il venait d'aider un ami à déménager. Accablé, Prévost ne dit rien. Lorsque le commissaire lui demande « où est la tête », il répond « chez moi, dans un chaudron. ». La victime est un certain Lenoble, un bijoutier. Acculé, Prévost passe aux aveux :

« Depuis un certain temps je connaissais M. Lenoble, auquel j'avais manifesté l'intention d'acheter une chaîne en or payable par acomptes. Nous avons pris rendez-vous et hier, à midi, il était dans ma chambre, rue Riquet, no 75. Sur mon lit, il étala ses marchandises et moyennant le prix débattu et fixé à 240 francs, il me confia sa plus belle chaîne et son plus beau médaillon. J'ai profité du moment où il libellait les billets payables par termes mensuels et que je devais lui signer pour l'assommer avec une boule de tender. Un premier coup vigoureux, lancé à deux mains l'abattit ; le second coup défonça le crâne: le troisième était inutile. Il ne fit aucun mouvement, ne poussa pas un cri, seul un léger filet rouge se montra entre ses lèvres. J'ouvris la gorge et sous la plaie béante j'ai placé le vase nécessaire à recevoir le sang. Il sortit en glouglous à des intervalles espacés. Je déshabillais ensuite ma victime, je l'étendis sur une malle et je l'écorchais entièrement afin d'empêcher la reconnaissance des chairs. À trois heures j'ai commencé le dépeçage du cadavre et à cinq heures ma besogne était terminée. Les cabinets d'aisance contiennent la partie liquide et c'est dans les égouts et les terrains vagues, les fossés des fortifications que j'ai semé les parties solides. Ma tournée faite, j'ai soupé, et à dix heures je me suis couché. Ce matin j'ai repris mon service en laissant chez moi la tête de Lenoble, sa boite à bijoux et ses vêtements. »

Sa culpabilité ayant été établie, Prévost est d'abord expédié au dépôt avant d'être incarcéré à la prison Mazas pour attendre son procès.
Alexandre Lenoble était un courtier en bijoux de 38 ans, récemment établi à son compte. Il laisse derrière lui une veuve et deux enfants âgés de onze et six ans. Le couteau de boucher utilisé par Prévost pour dépecer sa victime est conservé au Musée de la préfecture de police à Paris.

### L'assassinat d'Adèle Blondin

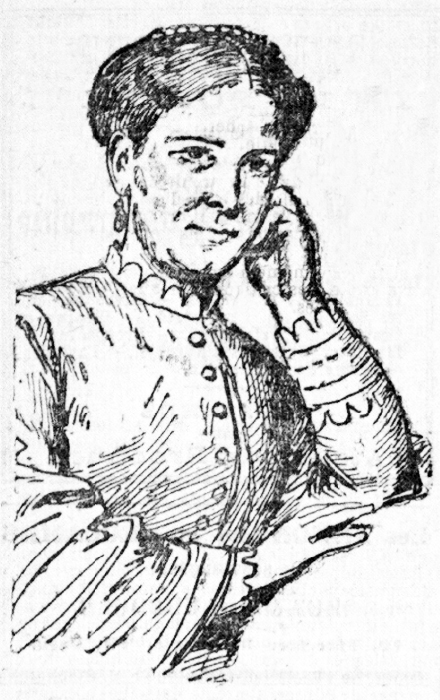
Adèle Blondin

Prévost a une maîtresse du nom d'Adèle Blondin. Elle avait été assez longuement la gouvernante d'un riche vieillard qui, pour la remercier, lui avait légué la somme de 30 000 francs. Elle aide parfois financièrement une sœur très pauvre mais, se montrant économe, elle vit d'un revenu mensuel de 1 500 francs provenant de son capital placé en rente d'état. Elle envisage d'acheter un fonds de commerce et a commencé dans ce but à réaliser quelques milliers de francs de valeurs. Méfiante, elle porte généralement sur elle ses valeurs, son argent et ses principaux bijoux. Le dimanche 27 février 1876, elle se rend pour déjeuner chez Prévost qui habite à l'époque au 22 rue de l'Évangile, en face du commissariat où il travaille. Sa logeuse la voit partir, parée de ses bijoux et enroulée dans un châle écossais.
Faire le rapprochement est évident ! Les objets, bijoux et vêtements de la disparue étaient connus, en particulier son châle écossais, et sont retrouvés chez Prévost. Dans un premier temps il avait prétendu qu'elle avait oublié son parapluie mais emmené son châle. Mis en présence des preuves accablantes il commence par nier en prétendant avec aplomb qu'il s'agit de cadeaux reçus de la disparue et qu'il s'était trompé en affirmant qu'elle avait emmené son châle. Amené dans son logement du no 22 de la rue de l’Évangile où Adèle Blondin a été vue pour la dernière fois, la découverte de gouttelettes de sang l'amène à confesser son crime :

« C'est moi qui ait tué la fille Blondin. Je l'ai étranglée d'abord avec mes deux mains. Elle était étendue, ivre, sur ce lit. C'était le dimanche-gras 27 février 1876, à deux heures de l'après-midi. Je voulais m'en débarrasser, c'était un crampon. J'avais d'autres vues et elle me gênait. Je l'ai ensuite découpée comme Lenoble ; mais elle m'a beaucoup moins impressionné que lui en faisant ce travail. J'ai jeté les morceaux dans les égouts. Quant à la tête, vous la trouverez aux fortifications, où elle est enterrée près du bureau de l'octroi. Ses bijoux je les ai donnés ou vendus. [...] Elle n'avait sur elle que 1 500 francs, pas plus, je vous l'affirme. »

L'après-midi, Prévost guide les enquêteurs à l'endroit où il a enterré la tête. Rapidement, un cantonnier y exhume le crâne fragmenté de la malheureuse victime.

### Soupçons sur deux autres disparitions
Début octobre, à la suite de la découverte du second crime de Prévost, une rumeur se répand sur un troisième crime possible. On soupçonne Prévost d'avoir précédemment assassiné un autre gardien de la paix, disparu sans laisser de traces depuis quatre ans, acte qu'il nie catégoriquement. Pour mettre un terme à une enquête aux résultats incertains qui promettait d'être longue, alors que les autorités souhaitent qu'on en finisse rapidement, on lui fait écrire une déclaration dans laquelle il exprime son repentir pour ses deux crimes, mais jure que s'il était coupable d'autre chose, il l'avouerait sans hésitations.

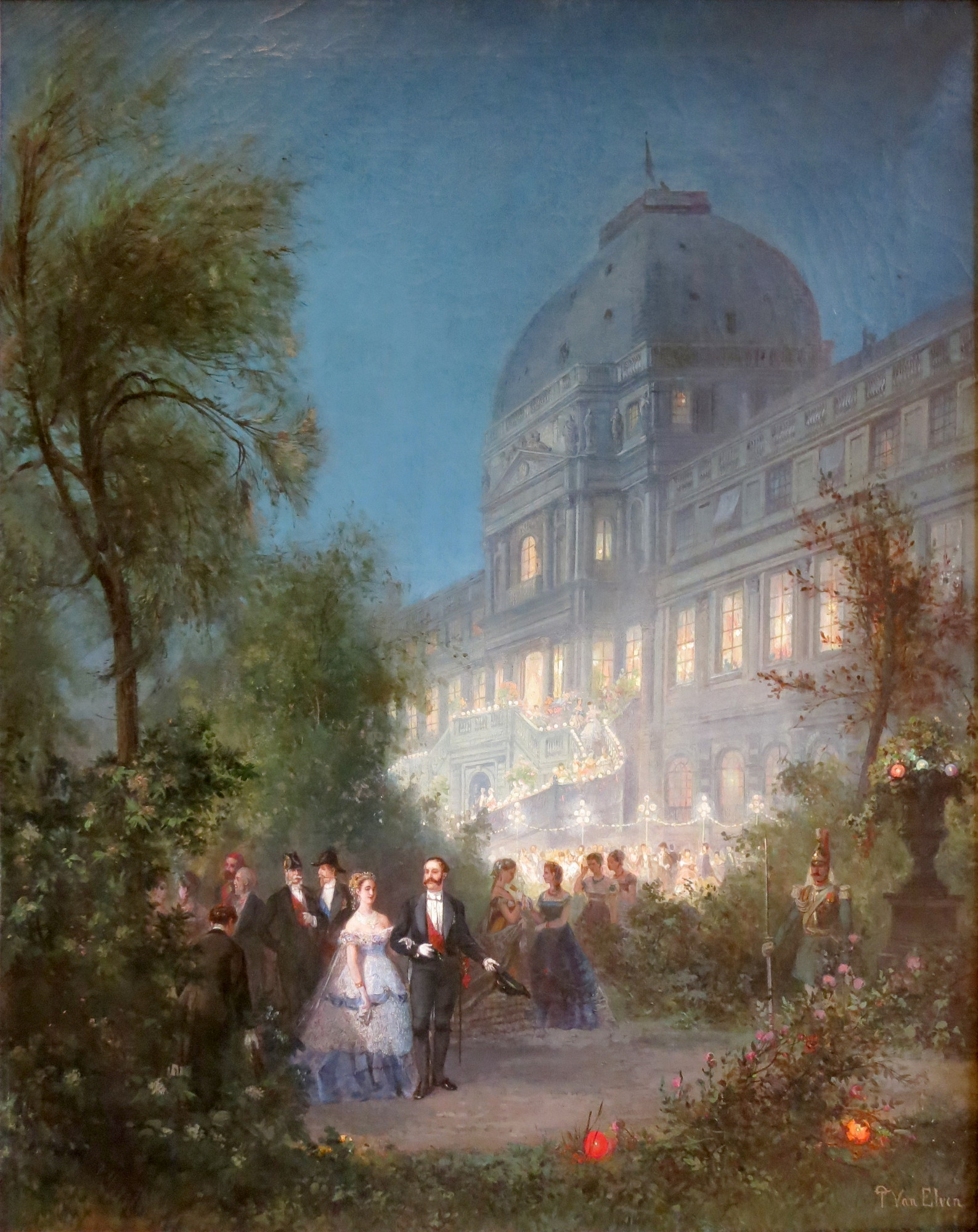
Bal au palais des Tuileries en 1867

Dans son ouvrage consacré à Prévost, Gustave Macé fait état de ses discussions avec Louis-Alphonse Hyrvoix, ancien directeur de la police des résidences impériales de Napoléon III qui, à ce titre, surveillait les invités des bals, fêtes et réceptions qui se déroulaient au palais des Tuileries. Malgré les contrôles, des indésirables et des femmes de la « haute galanterie » parvenaient à s'y glisser. Au dernier bal des Tuileries de 1867, il remarqua une femme brune au teint mat, habillée de façon simple mais de bon goût, au bras d'un attaché d'ambassade auquel elle posait de nombreuses questions tout en prenant des notes dans un petit carnet. Localisée par les policiers qui l'avaient suivie à sa sortie du bal, et soumise à un interrogatoire auquel elle se plia de bonne grâce, il s'avéra qu'il s'agissait d'une jeune et riche veuve de bonne famille de 35 ans, qui voyageait un peu partout en Europe, parfois dans des costumes masculins, et qui tenait une sorte de chronique de ses voyages qu'elle adressait à un journal parisien sous le pseudonyme de Furet. Elle avait persuadé son amant du moment de lui fournir les moyens d'entrer au palais qu'elle tenait à visiter. Mis en difficulté, le jeune attaché d'ambassade démissionna de son poste. Surveillée par la police impériale, il fut établi que sa compagne avait des mœurs très libres : elle multipliait les aventures avec de beaux hommes, qui n'étaient pour elle que des instruments de plaisir. C'est ainsi qu'on découvrit qu'elle invitait régulièrement le cent-garde Prévost dans un cabinet particulier d'un restaurant de l'avenue de Neuilly. Peu de temps après, la dame disparut sans laisser de traces et ne donna plus jamais signe de vie. Le soir de sa disparition elle avait soupé avec Prévost.
Sur le moment, personne ne s'en est inquiété : la dame était une aventurière, aussi frivole qu'imprévisible, qui voyageait beaucoup. Comme aucune plainte pour disparition ne fut déposée à l'époque, le beau cent-garde, coureur de jupon mais à la conduite irréprochable, n'avait aucune raison d'être soupçonné. Ce n'est qu'au moment de son arrestation et de la révélation de ses deux assassinats que les rares personnes encore au courant de cette étrange disparition vieille de douze ans, firent le rapprochement avec un possible assassinat supplémentaire. Mais les enquêteurs n'eurent pas connaissance des soupçons qui pesaient sur Prévost avant son procès et ce possible crime, impossible à prouver, aurait de toute façon été prescrit.
Quelques minutes avant son exécution, alors qu'on demande une ultime fois à Prévost s'il n'a rien d'autre à avouer, il répond : « `J'ai avoué les deux crimes que j'ai commis. C'est bien assez, malheureusement. Je n'ai pas fait d'autres fautes dans ma vie... ».

### L'or ou l'argent?

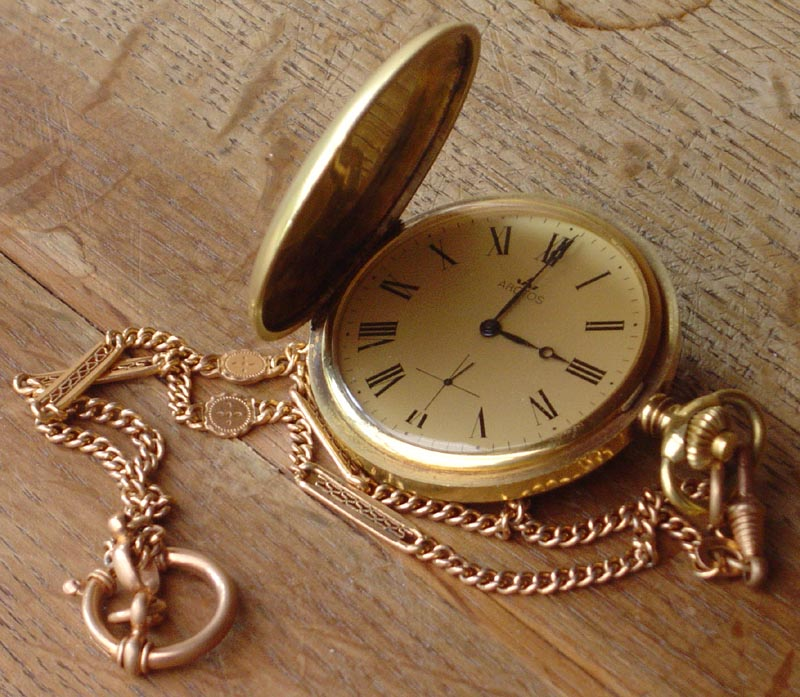
Montre gousset en or

Prévost ne dédaigne pas l'argent qu'il récupère sur ses victimes, mais en même temps, il semble ne pas rechercher la richesse ou même l'aisance. L'opinion de son collègue et ami Doré est sans ambiguïté : « Prévost n'avait qu'un mot à dire pour nager dans l'opulence. C'était un enjôleur de femmes. Il en fréquentait de très riches qui se seraient fait une joie de lui sacrifier leur fortune, mais s’il acceptait des dîners et des parties fines, il repoussait l'argent et les cadeaux. Il se serait cru déshonoré en les acceptants. Il fallait voir l'air indigné avec lequel il s'exclamait : « Est-ce qu'elles me prennent pour un barbeau ? » ». Au moment où il assassine Lenoble pour quelques bijoux en or, une demi-mondaine très en vue lui proposait de la suivre dans son château en province. Elle venait le harceler dans son modeste logement en brillant équipage et couverte de diamants dont le moindre excédait de loin la valeur de la cassette du courtier.
Par contre il est fasciné par l'or, avec un intérêt particulier pour les montres précieuses que ses moyens ne lui permettent pas de posséder. « Les diamants ne lui disaient rien, mais le reflet de l'or brutal l'attirait comme un aimant. Il s'arrêtait longtemps à l'étalage des orfèvres. Cette passion affectait chez lui un caractère si maladif, qu'il s'amusait à demander l'heure aux passants, rien que pour avoir l'occasion de voir une seconde briller l'or d'une montre à ses yeux. »

### Procès
Son procès se tient devant la cour d'assise de la Seine présidée par M. Hardouin accompagné de deux assesseurs le 8 décembre 1879. À onze heures et quart l'accusé est introduit par huit gardes. Prévost est défendu par son avocat, maître Bouchot, le procureur général est M. Lefebvre de Biefville. Pendant la lecture de l'acte d'accusation qui détaille la préparation et le déroulement de ses deux crimes, il se tient droit et reste calme mais on sent son découragement. Il répond ensuite aux questions du président qui lui fait confirmer les faits et préciser certains détails. C'est ensuite l'appel à la barre des témoins qui confirment leurs dépositions faites pendant l'instruction. Suivent le réquisitoire, pendant lequel Prévost semble cette fois accuser le coup, puis la plaidoirie de son avocat.
Après un résumé des débats réalisé par le président, les jurés se réunissent pour délibérer et répondent affirmativement à toutes les questions posées en seulement vingt minutes. La cour se retire ensuite pour établir son verdict avant de prononcer, sans surprise, la condamnation à mort de Victor Prévost pour crimes d'assassinats avec préméditation. À l'énoncé de la sentence, il ne manifeste aucune émotion.

### Exécution

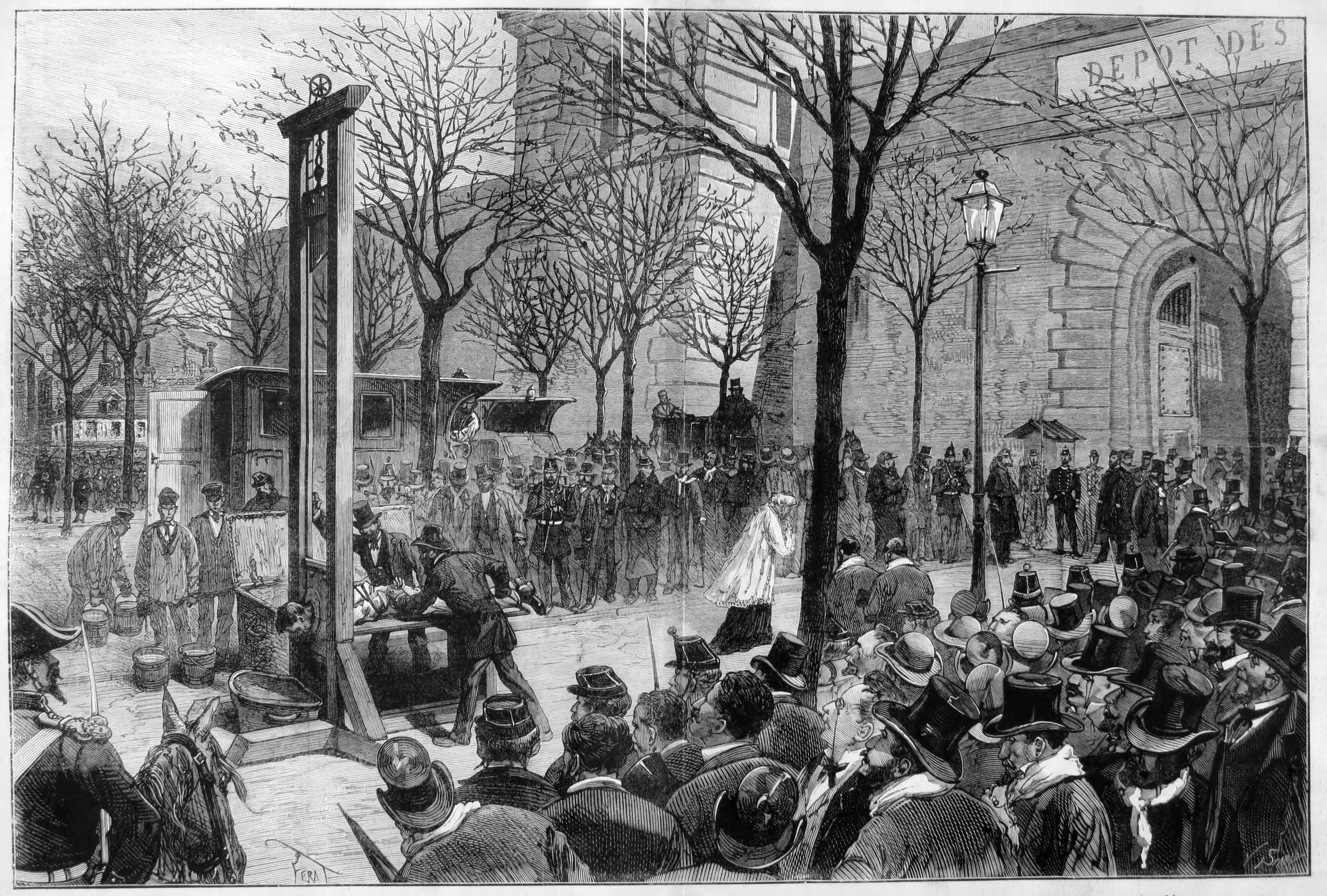
Exécution de Victor Prévost devant la prison de La Roquette Contrairement à ce que suggère la gravure, au moment de l'exécution c'est encore presque la nuit : Mais il fait encore si sombre, qu'on n'aperçoit qu'un groupe, dans lequel on ne distingue rien..

Dès le lendemain de son procès, le 9 décembre dans l'après-midi, il est transféré à la prison de la Grande Roquette, lieu unique de détention et d'exécution des condamnés à mort de la capitale depuis 1851. Dès le 13 décembre il reçoit la visite de l'abbé Crozes, aumônier de la prison et, à partir de ce moment, marque un intérêt certain pour la pratique de la religion. Le lendemain il demande à assister à la messe puis, le 11 janvier suivant, il exprime à l'abbé son souhait de faire sa première communion qu'il n'avait pu faire dans son enfance, sacrement qu'il reçoit le 16 janvier à sept heures du matin dans la chapelle de la prison. Au soir de la cérémonie, il écrit une dernière lettre à son frère Adolphe dans laquelle il reconnait ses torts, exprime son repentir et demande « mille fois pardon ».
Le 26 décembre 1879, son pourvoi est rejeté par la chambre criminelle de la Cour de cassation. Dès le lendemain, son avocat lui fait signer son recours en grâce. Le président de la République Jules Grévy, en général assez peu réticent à accorder la grâce aux condamnés à mort, ne peut que suivre les recommandations de la commission des grâces qui conclut que la justice doit suivre son cours du fait du caractère particulièrement sordide des deux crimes et de la profession de Prévost. Le président s'en justifie ainsi à l'avocat du condamné : « Mon prédécesseur, le maréchal Mac Mahon n'hésita point. Sébastien Billoir, ancien soldat, décoré de la médaille militaire, pensionné de l’État avait forfait à l'honneur. Il devait mourir  et il signa sa condamnation. L'ex cent-garde médaillé, devenu gardien de la paix a, par son double crime, surpassé cet homme. Il me paraît dès à présent difficile qu'il ne subisse le même sort. ». La grâce formellement rejetée, le dimanche 18 janvier, Louis Deibler, récemment nommé exécuteur en chef le 15 mai 1879, est convoqué au parquet du procureur de la République. On lui délivre l'ultime réquisition : « Ordre est donné à monsieur l'exécuteur en chef des arrêts criminels de se saisir du nommé Victor Prévost condamné à la peine de mort par la cour d'Assises de la Seine, le 8 décembre 1879, et de procéder à son exécution en place publique le lundi 19 janvier 1880, à sept heures du matin. ».
À la date et à l'heure prévues, Prévost est exécuté en public devant la prison, par un froid glacial de -5 °C. Il a précédemment neigé et deux énormes tumulus de neige encadrent la place plongée dans une quasi obscurité. Depuis six heures du matin une centaine de gardes républicains, cinquante cavaliers et trois cents gardiens de la paix ont investi la place pour contenir à distance les curieux venus assister au supplice. Averti à six heures trente que son exécution allait avoir lieu, Prévost demande à passer une chemise blanche, ce qui lui est refusé, et à garder ses pantoufles car les bottines lui font mal aux pieds. Il se plie docilement aux procédures préparatoires à son exécution et marche dignement jusqu'à l'échafaud. Entre son identification et son exécution, il ne se sera écoulé qu'un peu plus de quatre mois.
Pour le bourreau Louis Deibler, c'est la première exécution parisienne car il n'a encore tranché des têtes qu'en province. Pour ses premières exécutions, il s'était fait assister de son premier adjoint désigné, Alphonse-Léon Berger, mais il se dispense de le convoquer pour l'exécution de Prévost, ce qui est à l'origine d'une brouille durable entre les deux hommes.

### Autopsie et études scientifiques

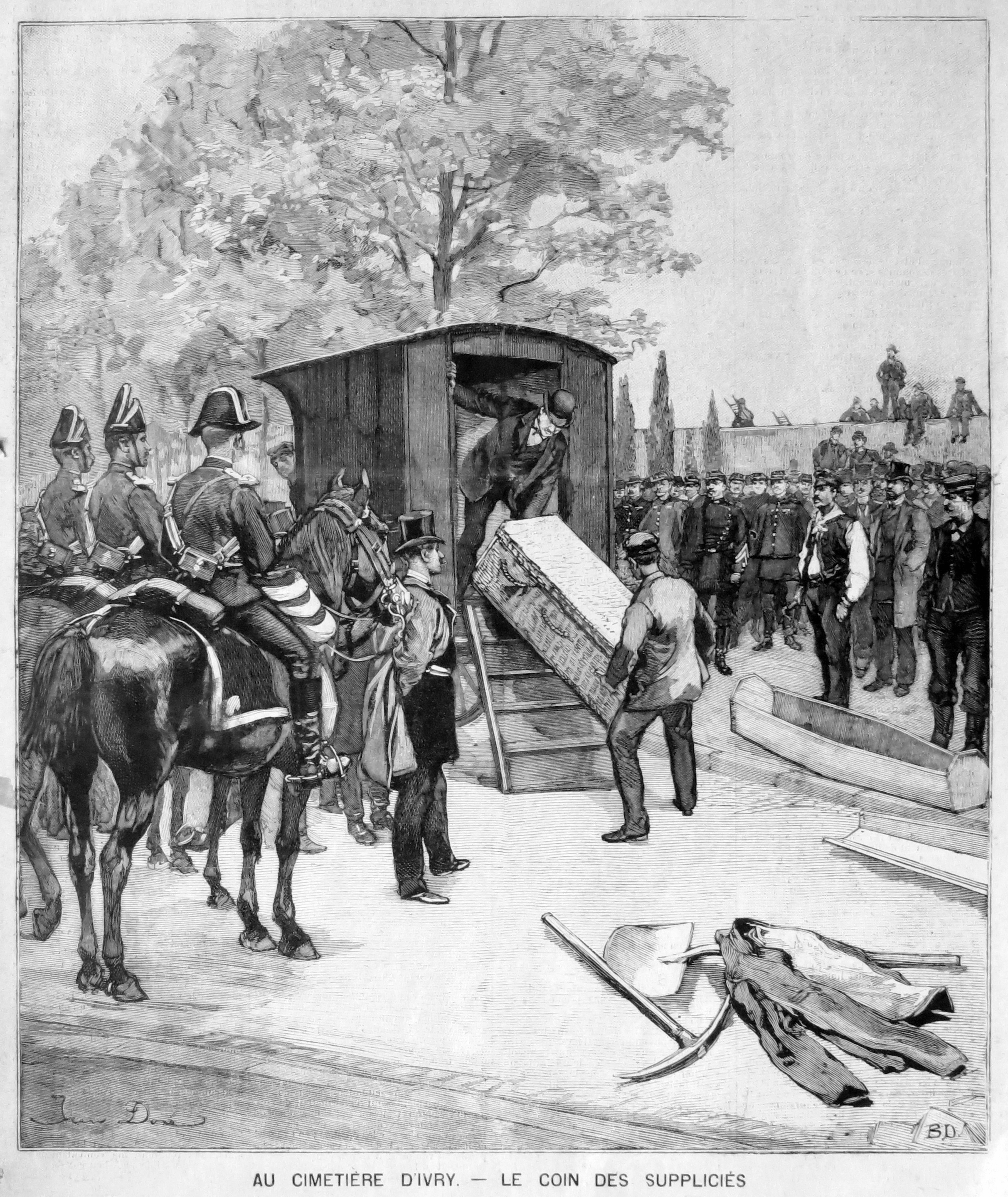
Inhumation au cimetière d'Ivry.

La famille de Prévost n'ayant pas réclamé son corps, celui-ci est mis à disposition du doyen de la faculté de médecine légale à des fins d'autopsie et d'études phrénologiques.
Toutefois les procédures légales imposent au préalable un simulacre d'inhumation dans un cimetière. Sitôt après l'exécution, le panier garni de son contenant le corps et la tête de Prévost est chargé dans un fourgon qui part sur le champ au grand trot, escorté par des gendarmes à cheval, pour se rendre au cimetière des hospices qui jouxte le cimetière d'Ivry. Il est suivi par trois voitures transportant l’aumônier accompagné du chef du service de la sureté et des journalistes. À sept heures quarante-cinq précises, le fourgon stoppe près d'une fosse ouverte entourée de fossoyeurs. Le corps de Prévost est extrait du panier, déposé dans un léger cercueil en bois blanc et sa tête glissée entre ses jambes. L'abbé Crozes récite une dernière prière avant que le cercueil ne soit provisoirement fermé par seulement deux clous. En définitive, la fosse anonyme ne reçoit que le son imprégné de sang qui était au fond du panier. Dès la fin de la brève cérémonie, le cercueil est chargé dans un fourgon de la faculté de médecine qui repart immédiatement en direction de celle-ci,.
Dès huit heures trente, soit seulement une heure trente après son exécution, le corps encore tiède de Prévost est disposé dans le laboratoire du professeur Robin à l’École pratique de la Faculté de médecine de Paris. Aussitôt le professeur, les médecins préparateurs et les élèves se livrent à diverses expérimentations. À dix heures, à l'arrivée d'une douzaine d'autres médecins, s'y ajoutent des excitations des muscles à l'aide d'une pile électrique. La sensibilité du corps s'amenuisant, on teste leurs réactions aux chocs. Ces expériences macabres achevées, la quinzaine d'expérimentateurs de tous âges commence à disséquer et dépecer les restes du supplicié. « Tous ces observateurs paraissent joyeux de l'aubaine qui leur était donnée de pouvoir se livrer à loisir, au microscope, à des études sur le corps d'un homme qui, quelques heures auparavant, était en pleine santé. [...] À midi, il ne restait plus de l'ancien cent-garde que des paquets de chairs croulantes, vidées de sang, informes et dispersées. ».
Peu de temps après, le professeur Broca publie une étude intitulée « Le cerveau de l'assassin Prévost ». Il ressort de ses analyses assorties de considérations savantes, que Prévost appartient selon lui à la catégorie des « assassins intelligents », mais que les imperfections fonctionnelles de son cerveau le rendent « très anormal ». Un autre savant, Louis Bélières, reprend en 1909 cette étude en comparant le cerveau de Prévost à celui d'autre criminels.

## Boulimie
Depuis son plus jeune âge, Victor Prévost est victime d'une insatiable boulimie, héritée de son père, qui se manifeste tout au long de sa vie. « J'ai bon appétit, je mange bien ; mais on ne m'en donne pas assez. » écrit-il encore dans sa prison. L'autopsie constate des anomalies présentes sur son système digestif qui pourraient peut-être avoir un lien avec sa fringale perpétuelle, mais aucune étude menée au-delà du simple constat. Au cours d'un banquet organisé par l'Association amicale des anciens cent-gardes, le brigadier Valentin relate avoir surpris Prévost en train de voler dans les réserves de l'escadron de la viande crue. Plusieurs de ses ex-camarades confirment à cette occasion qu'il avait déclaré : « à l'occasion je mangerais de la chair humaine ».

## Dans les arts populaires
Une expression lui venait souvent aux lèvres : « Couper la cabèche, c'est du velours, du chocolat. ». À l'époque l'expression circule dans les postes de police sans qu'on y prête grande attention sur le moment, mais elle passe ensuite dans le langage populaire et sera même reprise par Oscar Méténier dans l'acte II de son drame macabre Lui ! joué au théâtre du Grand-Guignol pour la première fois le 11 septembre 1897 : « Ah!... Couper la cabèche à quelqu'un ! C'est ça du velours !... C'est ça du chocolat. ».